# Kamila Valieva
Kamila Valerievna Valieva (en russe : Камила Валерьевна Валиева, prononcé Valiïeva) est une patineuse artistique russe née le 26 avril 2006 à Kazan. Elle est championne du monde junior 2020. Elle a aussi remporté la finale du Grand Prix Junior ISU 2019-2020. Elle fait partie de l’équipe de l'entraîneuse Eteri Tutberidze.
Au niveau senior, elle devient en octobre 2021 détentrice du record du monde du programme libre et du score total, et en novembre 2021 du record du monde du programme court. Lors des Jeux de Pékin 2022, où elle est la grande favorite, elle est prise dans un imbroglio après avoir été testée positive à la trimetazidine. Le tribunal arbitral du sport l'autorise à concourir, et elle prend la première place après le programme court. Mais dans le libre, le 17 février, elle chute à plusieurs reprises sur la glace et prend la quatrième place finale. Deux ans plus tard, le Tribunal Arbitral du Sport (TAS) prononce une suspension de quatre ans à l'encontre de Valieva. La décision du Tribunal arbitral du sport signifie que la Russie perd la médaille d'or dans l'épreuve par équipe aux Jeux olympiques. Celle-ci est octroyée aux États-Unis.

## Biographie
Kamila Valieva commence le patinage artistique en 2009, à l'âge de trois ans et demi, à Kazan. En 2012, elle déménage avec sa famille à Moscou. Depuis l'été 2018, elle est entraînée par Eteri Tutberidze.

### Saison 2019-2020
En août 2019, en France, elle participe à sa première étape du Grand Prix Junior ISU et le remporte avec 200,71 points. En septembre 2019, elle remporte l'étape de Russie avec 221,95 points. En remportant ces deux étapes, elle se qualifie pour la finale du Grand Prix junior à Turin en décembre qu'elle remporte avec 207,47 points (devant l'américaine Alysa Liu avec 204,65 points et la russe Daria Usacheva (en) avec 200,37 points).
En février 2020, elle remporte le championnat de Russie junior 2020 avec 238,17 points.
En mars 2020, elle participe à ses premiers championnats du monde juniors et le remporte avec 227,30 points (devant Daria Usacheva avec 207,74 points et Alysa Liu avec 204,83 points).

### Saison 2020-2021
En décembre 2020, elle participe à son premier championnat de Russie senior et remporte l'argent avec 254,01 points (derrière Anna Chtcherbakova avec 264,10 points et devant Alexandra Troussova avec 246,37 points).

### Saison 2021-2022 (année olympique)
En octobre 2021, elle fait ses débuts internationaux au niveau senior lors du Finlandia Trophy, qu’elle remporte. À cette occasion, elle enregistre un record du monde de 174,31 points pour le programme libre, en plus d'établir un nouveau record du monde pour le total de points (249,24).
Quelques semaines plus tard, elle entame sa participation au Grand Prix ISU par les Internationaux Patinage Canada, qu’elle remporte avec 32,2 points d’avance sur Elizaveta Tuktamysheva, établissant encore un nouveau record du monde pour le programme libre (180,89) ainsi que pour le score total (265,08).
Fin novembre 2021, la Coupe de Russie est sa deuxième participation au Grand Prix ISU. Elle la remporte avec 43,48 points d’avance sur Elizaveta Tuktamysheva. À cette occasion, elle établit un nouveau record du monde pour le programme court (87,42), et elle améliore ses records du monde pour le programme libre (185,29) ainsi que pour le score total (272,71). Aux Championnats d'Europe de patinage artistique 2022 à Tallinn, elle remporte son premier titre européen, à l'âge de 15 ans, en réalisant un nouveau record du monde pour le programme court (90,45).
Aux Jeux olympiques de Pékin de 2022, elle est membre de l'équipe mixte du comité olympique russe médaillée d'or. Cependant, la cérémonie des médailles est reportée à une date ultérieure car Valieva aurait été contrôlée positive à la trimétazidine avant les Jeux,. Le lundi 14 février 2022, le Tribunal arbitral du sport l'autorise à participer à l'épreuve individuelle du mardi 15 février (programme court) et à l'épreuve du jeudi 17 février (programme libre), arguant que le code mondial antidopage ne fournit pas les éléments nécessaires pour sanctionner provisoirement une mineure qui est, au sens son article 10.3 une personne protégée . Cette décision sera très critique par l'Agence mondiale antidopage ainsi que par des universitaires comme le professeur David Pavot qui considère que le TAS n'a pas respecté les balises juridiques permettant d'identifier une lacune  .Le Comité international olympique prend acte de cette décision du TAS, mais précise que d'une part, aucune cérémonie des médailles ne sera organisée pour la victoire du comité Olympique russe dans l'épreuve par mixte équipes, et que ce ne sera pas non plus le cas pour la compétition féminine (ni pour la remise de bouquets suivant la compétition) si Kamila Valieva se classe parmi les trois premières. En effet, le CIO attend le résultat de la procédure concernant son contrôle positif, et se réserve le droit de la disqualifier ultérieurement, ou d'organiser une cérémonie de remise des médailles « une fois que le cas aura été tranché ». En attendant, le 15 février, Kamila Valieva prend la première place de la compétition féminine après le programme court, achevant en pleurs sa prestation notée 82,16 pts. Deux jours plus tard, elle chute plusieurs fois sur la glace dans son programme libre, et termine à la quatrième place finale, laissant la médaille d'or à sa compatriote Anna Chtcherbakova, permettant ainsi la remise des médailles pour la compétition individuelle féminine.
Du 25 au 27 mars 2022, Kamila Valieva participe au Channel One Cup. Cette compétition nationale russe réunit chaque année les meilleurs patineurs et patineuses du pays. Elle termine deuxième avec des programmes court et long simplifiés, derrière la championne olympique Anna Chtcherbakova, avec 257,51 points. Kamila Valieva n'était pas apparue sur la glace depuis la fin des Jeux olympiques de Pékin, en février. Cette année, la compétition a été reprogrammée à la fin du mois de mars afin qu'elle se tienne en même temps que les championnats du monde à Montpellier, après l'exclusion des patineurs russes des compétitions internationales en raison de l'invasion russe en Ukraine.

## Palmarès
Selon la décision du tribunal arbitral du sport le 29 janvier 2024 sur la disqualification de la patineuse russe Kamila Valieva pour quatre ans, à partir du 25 décembre 2021, tous ses scores sont annulés.
| Jeux olympiques d'hiver |         |         | D       |         |         |  |  |  |  |  |  |  |  |  |
| Championnats du monde | CA      |         | CI      | CI      | CI      |  |  |  |  |  |  |  |  |  |
| Championnats d’Europe |         | CA      | D       | CI      | CI      |  |  |  |  |  |  |  |  |  |
| Championnats de Russie |         | 2e      | D       | D       | D       |  |  |  |  |  |  |  |  |  |
| Championnats du monde juniors | 1re     | CA      | CI      | CI      | CI      |  |  |  |  |  |  |  |  |  |
| |         |         |         |         |         |  |  |  |  |  |  |  |  |  |
| Grand Prix ISU | 2019/20 | 2020/21 | 2021/22 | 2022/23 | 2023/24 |  |  |  |  |  |  |  |  |  |
| Skate Canada |         | CA      | 1re     | CI      | CI      |  |  |  |  |  |  |  |  |  |
| Coupe de Russie |         |         | 1re     | CI      | CI      |  |  |  |  |  |  |  |  |  |
| Légende : D = Disqualifiée ; CA = Compétitions annulées à cause de la pandémie de Covid-19 ; CI = Compétitions interdites aux athlètes russes |         |         |         |         |         |  |  |  |  |  |  |  |  |  |